# Чемпіонат світу зі стрільби з лука 2013
47-й Чемпіонат світу зі стрільби з лука проходив з 29 вересня по 6 жовтня 2013 року у місті Белек (провінція Анталія) у Туреччини. Турнір організований Міжнародною федерацією стрільби з лука (FITA). Всього на першості планети було розіграно 10 комплектів нагород — по 5 у кожному з видів луків — класичному та блочному.

## Розклад змагань
Весь розклад подано за східноєвропейським часом (UTC+02:00).
| Дата       | Час   | Змагання          | Фаза                       |
| ---------- | ----- | ----------------- | -------------------------- |
| 30 вересня | 09:30 | RW / CM           | Кваліфікація               |
| 30 вересня | 14:15 | RW / CW           | Кваліфікація               |
| 1 жовтня   | 09:00 | RM                | Кваліфікація               |
| 1 жовтня   | 16:35 | RXT / CXT         | Гра на вибування / QF / SF |
| 2 жовтня   | 09:30 | RM / RW           | Гра на вибування           |
| 2 жовтня   | 15:00 | CM / CW           | Гра на вибування           |
| 3 жовтня   | 09:30 | RM / RW / CM / CW | Гра на вибування / QF / SF |
| 3 жовтня   | 14:30 | RMT / RWT         | Гра на вибування / QF / SF |
| 4 жовтня   | 09:30 | CMT / CWT         | Гра на вибування / QF / SF |
| 5 жовтня   | 11:00 | CMT / CWT         | Матчі за медалі            |
| 5 жовтня   | 15:00 | CXT / CM / CW     | Матчі за медалі            |
| 6 жовтня   | 11:00 | RMT / RWT         | Матчі за медалі            |
| 6 жовтня   | 15:00 | RXT / RM / RW     | Матчі за медалі            |

## Країни
У змаганнях взяло участь 441 спортсменів із 69 країн, що менше, ніж в на Чемпіонаті світу 2011, який був також кваліфікаційним відбором на Олімпійські ігри 2012.
| - Аргентина (6) - Вірменія (2) - Австралія (12) - Австрія (6) - Бангладеш (6) - Білорусь (7) - Бельгія (4) - Бутан (4) - Бразилія (12) - Канада (12) - Чилі (2) - КНР (6) - Китайський Тайбей (6) - Колумбія (12) - Хорватія (5) - Кіпр (4) - Чехія (6) - Данія (8) - Домініканська Республіка (2) - Сальвадор (1) - Естонія (7) - Фінляндія (7) - Франція (12) | - Грузія (3) - Німеччина (12) - Велика Британія (12) - Греція (2) - Гонконг (2) - Угорщина (1) - Індія (12) - Іран (4) - Ірак (5) - Ірландія (4) - Ізраїль (1) - Італія (12) - Кот-д'Івуар (4) - Японія (8) - Казахстан (12) - Північна Корея (4) - Південна Корея (12) - Косово (3) - Латвія (3) - Литва (7) - Люксембург (3) - Малайзія (4) - Мексика (12) | - Молдова (2) - Монголія (6) - Нідерланди (10) - Нова Зеландія (2) - Норвегія (8) - Польща (9) - Португалія (1) - Румунія (2) - Росія (12) - Сербія (4) - Словаччина (8) - Словенія (2) - ПАР (6) - Іспанія (9) - Шрі-Ланка (1) - Швеція (10) - Швейцарія (7) - Таджикистан (2) - Таїланд (6) - Туреччина (12) - Україна (7) - США (12) - Венесуела (11) |

## Медальний залік
*   Країна-господарка ( Туреччина)
| Місце                | Країна               | Золото | Срібло | Бронза | Загалом |
| -------------------- | -------------------- | ------ | ------ | ------ | ------- |
| 1                    | Південна Корея       | 3      | 1      | 1      | 5       |
| 2                    | Данія                | 2      | 0      | 1      | 3       |
| 3                    | Нідерланди           | 1      | 2      | 0      | 3       |
| 4                    | США                  | 1      | 1      | 1      | 3       |
| 5                    | Італія               | 1      | 0      | 0      | 1       |
| 5                    | Колумбія             | 1      | 0      | 0      | 1       |
| 5                    | Німеччина            | 1      | 0      | 0      | 1       |
| 8                    | Франція              | 0      | 1      | 3      | 4       |
| 9                    | ПАР                  | 0      | 1      | 1      | 2       |
| 9                    | Росія                | 0      | 1      | 1      | 2       |
| 11                   | Білорусь             | 0      | 1      | 0      | 1       |
| 11                   | КНР                  | 0      | 1      | 0      | 1       |
| 11                   | Хорватія             | 0      | 1      | 0      | 1       |
| 14                   | Канада               | 0      | 0      | 1      | 1       |
| 14                   | Китайський Тайбей    | 0      | 0      | 1      | 1       |
| Загалом (15 збірних) | Загалом (15 збірних) | 10     | 10     | 10     | 30      |